# Liste der Kulturdenkmäler in Reinhardshagen
Die folgende Liste enthält die in der Denkmaltopographie ausgewiesenen Kulturdenkmäler auf dem Gebiet  der Gemeinde Reinhardshagen, Landkreis Kassel, Hessen.
Hinweis: Die Reihenfolge der Denkmäler in dieser Liste orientiert sich zunächst an Ortsteilen und anschließend der Anschrift, alternativ ist sie auch nach der Bezeichnung oder der Bauzeit sortierbar.
Kulturdenkmäler werden fortlaufend im Denkmalverzeichnis des Landes Hessen durch das Landesamt für Denkmalpflege Hessen auf Basis des Hessischen Denkmalschutzgesetzes (HDSchG) geführt. Die Schutzwürdigkeit eines Kulturdenkmals hängt nicht von der Eintragung in das Denkmalverzeichnis des Landes Hessen oder der Veröffentlichung in der Denkmaltopographie ab.

Das Vorhandensein oder Fehlen eines Objekts in dieser Liste ist keine rechtsverbindliche Auskunft darüber, ob es Kulturdenkmal ist oder nicht: Diese Liste entspricht möglicherweise nicht dem aktuellen Stand der offiziellen Denkmaltopographie. Diese ist für Hessen in den entsprechenden Bänden der Denkmaltopographie Bundesrepublik Deutschland und im Internet unter DenkXweb – Kulturdenkmäler in Hessen einsehbar. Auch diese Quellen sind, obwohl sie durch das Landesamt für Denkmalpflege Hessen aktualisiert werden, nicht immer aktuell, da es im Denkmalbestand immer wieder Änderungen gibt.
Eine verbindliche Auskunft erteilt allein das Landesamt für Denkmalpflege Hessen.
Nutze diese Kartenansicht, um Koordinaten in der Liste zu setzen. In dieser Kartenansicht sind Kulturdenkmale ohne Koordinaten mit einem roten bzw. orangen Marker dargestellt und können in der Karte gesetzt werden. Kulturdenkmale ohne Bild sind mit einem blauen bzw. roten Marker gekennzeichnet, Kulturdenkmale mit Bild mit einem grünen bzw. orangen Marker.

## Legende
- Bezeichnung: Nennt den Namen, die Bezeichnung oder die Art des Kulturdenkmals.
- Lage: Nennt den Straßennamen und wenn vorhanden die Hausnummer des Kulturdenkmals. Die Grundsortierung der Liste erfolgt nach dieser Adresse. Der Link „Karte“ führt zu verschiedenen Kartendarstellungen und nennt die Koordinaten des Kulturdenkmals.
- Datierung: Gibt die Datierung an; das Jahr der Fertigstellung bzw. den Zeitraum der Errichtung. Eine Sortierung nach Jahr ist möglich.
- Beschreibung: Nennt bauliche und geschichtliche Einzelheiten des Kulturdenkmals, vorzugsweise die Denkmaleigenschaften.

Nachfolgend sind die für die Ortsteile Vaake und Veckerhagen einzelnen bestehenden Denkmallisten durch eine Einbindung nach hier übernommen worden.

## Vaake

### Gesamtanlage
| Bild                                    | Bezeichnung                             | Lage                                                           | Beschreibung | Bauzeit                                                         | Daten |
| --------------------------------------- | --------------------------------------- | -------------------------------------------------------------- | --- | --------------------------------------------------------------- | ----- |
| Gesamtanlage                            | Gesamtanlage                            | Lage                                                           | Ehemalige Fischersiedlung, hieran angepasste diemelsächsische Fachwerkhäuser, Vorderdorf entlang der Weser, jüngeres Hinterdorf an der heutigen Hauptstraße | Kirche um 1200 erbaut, Fachwerkhäuser ab Mitte 18. Jahrhundert  |       |
| Traufständige Gebäudegruppe             | Traufständige Gebäudegruppe             | Am Weserufer 3 und 4 LageFlur: 5, Flurstück: 182/25 und 23/1   | Ständerbau, Nummer 3 Ende des 18. Jahrhunderts in konstruktiven Rähmfachwerk erneuert | frühes 18. Jahrhundert, zugehöriger kleiner Fachwerkbau um 1800 |       |
| Diemelsächsisches Ständerbauwerk        | Diemelsächsisches Ständerbauwerk        | Am Weserufer 6 LageFlur: 5, Flurstück: 32                      | Für Vaake typische Sonderform des diemelsächsischen Haustyps ohne Tor, drei Längszonen, die mittlere ehemals zweigeschossige Halle, ursprünglich Stallungen im hinteren Teil | 1757                                                            |       |
| Ständerbau                              | Ständerbau                              | Am Weserufer 7 LageFlur: 5, Flurstück: 45/1                    | Für Vaake typische Sonderform des diemelsächsischen Bauernhauses mit Haustür statt Tor an der Giebelseite. Speicher und Ställe ehemals im hinteren Bereich | 1. Hälfte 18. Jahrhundert                                       |       |
| Ständerbau                              | Ständerbau                              | Am Weserufer 8 LageFlur: 5, Flurstück: 46/3                    | barockes Fachwerk auf einem Steinsockel, rundbogiger Türrahmen, Inschrift auf dem Türbalken | 1702                                                            |       |
| Weserufer 10 Vaake.jpg                  | Kleinbäuerliches Wohnwirtschaftsgebäude | Am Weserufer 10 und 11 LageFlur: 5, Flurstück: 53/1 und 187/55 | Fachwerkrähmbau, leichter Geschossüberstand am Giebel, Inschrift am Türbalken erhalten. Im hinteren Gebäudeteil ehemals Ställe und Speicher | 1756                                                            |       |
| Evangelische Pfarrkirche                | Evangelische Pfarrkirche                | Am Weserufer 13 LageFlur: 5, Flurstück: 95 und 96              | Frühgotische Saalkirche, gut erhaltene Malereien um 1400, unverputztes Bruchsteinmauerwerk mit Eckquaderung, Dach aus Wesersandsteinplatten, Anbau von 1969 | 13. Jahrhundert                                                 |       |
| Ehemalige Schule                        | Ehemalige Schule                        | Am Weserufer 14 und 15 LageFlur: 5, Flurstück: 94/7 und 94/4   | Fachwerkrähmbau, Steinsockel, Walmdach. An den Gebäudeecken einfache Geschossstreben. Oberes Geschoss höher als das Erdgeschoss. Seitlicher Anbau. | Mitte 19. Jahrhundert                                           |       |
| Ständerbau                              | Ständerbau                              | Am Weserufer 16 und 17 LageFlur: 6, Flurstück: 37/1 und 40/2   | Giebel vorkragend mit profiliertem Rähmbereich und Inschrift. Ebenso Inschrift am ursprünglichen Türbalken auf der Giebelseite. Auf der Rückseite ehemals Toreinfahrt. Markante Ecklage. | 1735                                                            |       |
| Wohnwirtschaftsgebäude                  | Wohnwirtschaftsgebäude                  | Am Weserufer 18 LageFlur: 6, Flurstück: 218/42, 220/42, 222/44 | Ständerbauweise, diemelsächsisches Bauernhaus ohne Tor, Giebeldreieck vorkragend, Balkenköpfe und Füllhölzer profiliert. Der Anbau aus dem frühen 19. Jahrhundert. | 1. Hälfte 18. Jahrhundert                                       |       |
| Wohnwirtschaftsgebäude                  | Wohnwirtschaftsgebäude                  | Am Weserufer 19 und 20 LageFlur: 6, Flurstück: 47/3 und 147/48 | Ständerbau, diemelsächsisches Bauernhaus ohne Tor, Inschrift auf dem Balken über der ursprünglichen Haustür erhalten. | 1755                                                            |       |
| Wohnhaus                                | Wohnhaus                                | Am Weserufer 21 LageFlur: 6, Flurstück: 49/1                   | Ständerbau, Vaaker Haustyp, heute verputzt | 1. Hälfte 18. Jahrhundert                                       |       |
| Wohnwirtschaftsgebäude                  | Wohnwirtschaftsgebäude                  | Am Weserufer 23 Lage                                           | Diemelsächsisches Bauernhaus ohne Tor, Ständerbau, Inschrift auf dem ursprünglichen Türbalken erhalten | 1736                                                            |       |
| Doppelhaus                              | Doppelhaus                              | Am Weserufer 25 und 26 LageFlur: 6, Flurstück: 55              | Fachwerkrähmbau, schlichtes Gefüge, einfache Streben an den Bund- und Eckständern, datierter Bruchsteinsockel, Haustür mittig | 1799                                                            |       |
| Fachwerkrähmbau                         | Fachwerkrähmbau                         | Am Weserufer 27 und 28 LageFlur: 6, Flurstück: 191/66, 176/68  | Traufständiger zweigeschossiger Fachwerkrähmbau. Grundriss dreizonig. Mittige hochliegende Haustür, regelmäßige fünfachsige Fenstergruppierung. Bedeutsame insbesondere wegen des lebhaften und klaren Fachwerks.                                                                                | um 1800                                                         |       |
| Pfarrhaus                               | Pfarrhaus                               | Am Weserufer 31 LageFlur: 6, Flurstück: 77/6                   | Traufständiger verputzter spätklassizistischer Fachwerkrähmbau. Fassade fünfachsig mit mittiger, originaler repräsentativer Haustür. Sandstein-Freitreppe. | Mitte 19. Jahrhundert                                           |       |
| Ständerbau                              | Ständerbau                              | Am Weserufer 35 LageFlur: 6, Flurstück: 95/7                   | Für Vaake typisches barockes Wohnwirtschaftsgebäude in giebelständiger, zweistöckiger Ständerbauweise. Giebelseite zur Weser ausgerichtet. Beim vorderen Erdgeschoss und dem rückseitigen Giebel wurde das Fachwerk verändert. Seitlicher Anbau Ende des 19. Jahrhunderts                        | um 1750                                                         |       |
| Rähmbau                                 | Rähmbau                                 | Am Weserufer 36 LageFlur: 6, Flurstück: 96/4                   | Zweigeschossiger, traufständiger Fachwerkrähmbau auf Sockelgeschoss mit ebenerdiger, zweiflügliger Haustür. Über der Haustür im zweiten Stock ein um 1900 angebauter Zwerchhausaufbau mit Ladeluke.                                                                                              | um 1800                                                         |       |
| Fachwerkrähmbau                         | Fachwerkrähmbau                         | Am Weserufer 37 LageFlur: 6, Flurstück: 97/3                   | Giebelständiges, zweigeschossiger Fachwerkrähmbau mit lebhaftem barocken Fachwerkgefüge mit geschnitzten Ornamenten. Krüppelwalmdach. | 1. Hälfte 18. Jahrhundert                                       |       |
| Fachwerkrähmbau                         | Fachwerkrähmbau                         | Am Weserufer 41 LageFlur: 6, Flurstück: 110/1                  | Ältester erhaltener Fachwerkrähmbau in Vaake, zweigeschossig mit kräftigem Geschossüberstand. Inschfriftbalken der inzwischen verlegten Haustür erhalten. | 1678                                                            |       |
|                                         |                                         | Mündener Straße 30 Lage                                        | |                                                                 |       |
|                                         |                                         | Mündener Straße 32 Lage                                        | |                                                                 |       |
|                                         |                                         | Mündener Straße 34 Lage                                        | |                                                                 |       |
| Kapelle                                 | Kapelle                                 | Mündener Straße 35 LageFlur: 6, Flurstück: 39/7                | Ehemalige Baptistenkapelle, danach von der Neuapostolischen Gemeinde genutzt, inzwischen gewerblich genutzt. Verputzter Saalbau mit Treppchengiebel. Spitzbogiges Kirchenportal auf der Giebelseite.                                                                                             | 1929                                                            |       |
|                                         |                                         | Mündener Straße 50 Lage                                        | |                                                                 |       |
|                                         |                                         | Mündener Straße 62 und 64 Lage                                 | |                                                                 |       |
|                                         |                                         | Mündener Straße 66 und 68 Lage                                 | |                                                                 |       |
|                                         |                                         | Mündener Straße 72 Lage                                        | |                                                                 |       |
|                                         |                                         | Mündener Straße 74 und 76 Lage                                 | |                                                                 |       |
|                                         |                                         | Mündener Straße 78 Lage                                        | |                                                                 |       |
|                                         |                                         | Mündener Straße 80 Lage                                        | |                                                                 |       |
|                                         |                                         | Mündener Straße 84 Lage                                        | |                                                                 |       |
|                                         |                                         | Mündener Straße 83 und 85 Lage                                 | |                                                                 |       |
| Direkt Bild zu diesem Denkmal hochladen | Alte Mühle (abgerissen)                 | Mündener Straße 112                                            | |                                                                 |       |
| Kleinbäuerliche Hofanlage               | Kleinbäuerliche Hofanlage               | Schulstraße 8 LageFlur: 5, Flurstück:                          | Gleichzeitig mit der Schulstraße 10 entstandene Hofanlage. An der Straße gelegenes Wohnhaus in konstruktivem, heute verputztem Rähmfachwerk. Hinter den Wohnhäusern kleine Scheunen mit Ställen, um 1910. Erdgeschoss aus Backsteinen, oberes Geschoss als Speicher, aus konstruktivem Fachwerk. | um 1900                                                         |       |
| Kleinbäuerliche Hofanlage               | Kleinbäuerliche Hofanlage               | Schulstraße 10 LageFlur: 5, Flurstück:                         | Siehe Schulstraße 8 | um 1900                                                         |       |
| Wohnwirtschaftsgebäude                  | Wohnwirtschaftsgebäude                  | Schulstraße 14 und 16 LageFlur: 5, Flurstück: 80, 79/4         | Zweigeschossiger Ständerbau mit weiter Ständerstellung der giebelseitigen Ständer. Mittiger ebenerdiger Hauseingang auf der Giebelseite. Jüngerer, in Fachwerk ausgeführter Anbau auf der Rückseite. Dachgauben nach 1990.                                                                       | um 1700                                                         |       |

## Veckerhagen

### Gesamtanlage
| Bild                             | Bezeichnung               | Lage                                         | Beschreibung | Bauzeit | Daten |
| -------------------------------- | ------------------------- | -------------------------------------------- | --- | ------- | ----- |
| Gesamtanlage                     | Gesamtanlage              | Lage                                         | Rodungsort aus dem 13. Jahrhundert, reich an Fachwerkhäusern, Reste mittelalterlicher Burg, Jagdschloss, frühindustrielle Eisenhütte. |         |       |
|                                  |                           | Amtsstraße 1 Lage                            | |         |       |
|                                  |                           | Amtsstraße 8 Lage                            | |         |       |
| Gemeindeverwaltung               | Gemeindeverwaltung        | Amtsstraße 10 LageFlur: 16, Flurstück: 121/1 | Ehemaliges preußisches Amtsgericht Veckerhagen. Putzbau mit drei Geschossen auf einem Hausteinsockel, rechts ein zweigeschossiger Anbau. Eine Außentreppe führt von beiden Seiten zum mittigem Eingang. Zeltdach mit Schleppgauben. Das Glockenspiel in der ersten Etage wurde nach 1990 hinzugefügt. |         |       |
|                                  |                           | Amtsstraße 16 Lage                           | |         |       |
|                                  |                           | Amtsstraße 18 Lage                           | |         |       |
|                                  |                           | Amtsstraße 20 Lage                           | |         |       |
| das Fachwerkhaus Bachstraße 9/9a |                           | Bachstraße 9 Lage                            | |         |       |
| Schloss                          | Schloss                   | Burgstraße 1 und 3 Lage                      | |         |       |
|                                  |                           | Burgstraße 2 Lage                            | |         |       |
|                                  |                           | Burgstraße 8 Lage                            | |         |       |
|                                  |                           | Eichhof 1 Lage                               | |         |       |
|                                  |                           | Eichhof 9 Lage                               | |         |       |
|                                  |                           | Eichhof 11 Lage                              | |         |       |
|                                  |                           | Eichhof 15 Lage                              | |         |       |
|                                  |                           | Eichhof 18 Lage                              | |         |       |
|                                  |                           | Eichhof 19 Lage                              | |         |       |
| Fachwerkhaus Eichhof 22          |                           | Eichhof 22 Lage                              | |         |       |
| Baptistenkapelle Eichhof 25      | Baptistenkapelle          | Eichhof 25 Lage                              | |         |       |
|                                  |                           | Grüner Weg 1 und 3 Lage                      | |         |       |
| Fachwerkhaus Grüner Weg 13/15    |                           | Grüner Weg 13 und 15 Lage                    | |         |       |
|                                  |                           | Kasseler Straße 1 Lage                       | |         |       |
|                                  |                           | Kasseler Straße 3 Lage                       | |         |       |
|                                  |                           | Kasseler Straße 4 Lage                       | |         |       |
|                                  |                           | Kasseler Straße 9 Lage                       | |         |       |
| Bild gesucht BW                  |                           | Kasseler Straße 11 und 13 Lage               | |         |       |
|                                  |                           | Kasseler Straße 12 Lage                      | |         |       |
|                                  |                           | Kasseler Straße 16 Lage                      | |         |       |
|                                  |                           | Kasseler Straße 18 Lage                      | |         |       |
|                                  |                           | Kasseler Straße 19 Lage                      | |         |       |
|                                  |                           | Kasseler Straße 21 Lage                      | |         |       |
|                                  |                           | Kasseler Straße 23 Lage                      | |         |       |
|                                  |                           | Kasseler Straße 25 Lage                      | |         |       |
| Forstamt                         | Forstamt                  | Kasseler Straße 27 Lage                      | |         |       |
| Evangelische Filialkirche        | Evangelische Filialkirche | Kirchplatz 1 Lage                            | | 1778    |       |
|                                  |                           | Kirchplatz 2 Lage                            | |         |       |
|                                  |                           | Kirchplatz 4 Lage                            | |         |       |
|                                  |                           | Kirchplatz 5 Lage                            | |         |       |
|                                  |                           | Kirchplatz 6 Lage                            | |         |       |
|                                  |                           | Kirchplatz 7 und 8 Lage                      | |         |       |
|                                  |                           | Kirchplatz 11 Lage                           | |         |       |
|                                  |                           | Kirchplatz 13 Lage                           | |         |       |
|                                  |                           | Kirchplatz 14 Lage                           | |         |       |
|                                  |                           | Kirchplatz 15 Lage                           | |         |       |
|                                  |                           | Klosterstraße 1 und 3 Lage                   | |         |       |
|                                  |                           | Klosterstraße 5 Lage                         | |         |       |
|                                  |                           | Lange Straße 2 Lage                          | |         |       |
|                                  |                           | Lange Straße 3 Lage                          | |         |       |
|                                  |                           | Lange Straße 5 Lage                          | |         |       |
|                                  |                           | Lange Straße 7 Lage                          | |         |       |
|                                  |                           | Lange Straße 11 Lage                         | |         |       |
|                                  |                           | Lange Straße 12 Lage                         | |         |       |
|                                  |                           | Lange Straße 15 Lage                         | |         |       |
| Bild gesucht BW                  |                           | Lange Straße 17 Lage                         | |         |       |
|                                  |                           | Lange Straße 21 Lage                         | |         |       |
|                                  |                           | Lange Straße 22 Lage                         | |         |       |
|                                  |                           | Lange Straße 23 Lage                         | |         |       |
|                                  |                           | Lange Straße 24 und 26 Lage                  | |         |       |
|                                  |                           | Lange Straße 27 Lage                         | |         |       |
|                                  |                           | Steinweg 7 Lage                              | |         |       |
|                                  |                           | Steinweg 11 Lage                             | |         |       |
|                                  |                           | Steinweg 12 Lage                             | |         |       |
|                                  |                           | Steinweg 14 Lage                             | |         |       |
|                                  |                           | Steinweg 16 Lage                             | |         |       |
|                                  |                           | Steinweg 21 Lage                             | |         |       |
|                                  |                           | Weserstraße 6 und 8 Lage                     | |         |       |
|                                  |                           | Weserstraße 14 Lage                          | |         |       |
|                                  |                           | Weserstraße 15 Lage                          | |         |       |
|                                  |                           | Weserstraße 17 Lage                          | |         |       |
|                                  |                           | Weserstraße 19 Lage                          | |         |       |
|                                  |                           | Weserstraße 24 Lage                          | |         |       |
|                                  |                           | Weserstraße 26 Lage                          | |         |       |
|                                  |                           | Weserstraße 28 Lage                          | |         |       |
|                                  |                           | Wilhelmsplatz 1 Lage                         | |         |       |
|                                  |                           | Wilhelmsplatz 3 Lage                         | |         |       |
|                                  |                           | Wilhelmsplatz 5 Lage                         | |         |       |
|                                  |                           | Wilhelmsplatz 9 Lage                         | |         |       |
|                                  |                           | Wilhelmsplatz 11 Lage                        | |         |       |
|                                  |                           | Wilhelmsplatz 12 Lage                        | |         |       |
|                                  |                           | Wilhelmsplatz 13 Lage                        | |         |       |
|                                  |                           | Wilhelmsplatz 15 Lage                        | |         |       |
|                                  |                           | Zur Fähre 7 Lage                             | |         |       |
|                                  |                           | Zur Fähre 9 Lage                             | |         |       |
|                                  |                           | Zur Fähre 11 Lage                            | |         |       |
|                                  |                           | Zur Fähre 15 Lage                            | |         |       |
|                                  |                           | Zur Fähre 17 Lage                            | |         |       |
|                                  |                           | Zur Fähre 21 Lage                            | |         |       |
|                                  |                           | Zur Fähre 27 Lage                            | |         |       |

### Gesamtanlage Eisenhütte
| Bild                                    | Bezeichnung             | Lage                                                                    | Beschreibung | Bauzeit                                   | Daten |
| --------------------------------------- | ----------------------- | ----------------------------------------------------------------------- | --- | ----------------------------------------- | ----- |
| Gesamtanlage Eisenhütte                 | Gesamtanlage Eisenhütte | Kasseler Straße 55 LageFlur: 25, Flurstück: 12/1, 12/3, 13/3, 15 und 33 | 1666 von Knickhagen nach Veckerhagen verlegte, 1872 privatisierte, 1903 stillgelegte Eisenhütte. Maschinenfabrik vom 19. Jahrhundert bis 1957. Technologisch und personell Vorgängerin von Henschel & Sohn in Kassel. Zeugnis der frühen Industrialisierung. Denis Papin baute hier um 1706 den ersten Dampfzylinder. Robert Wilhelm Bunsen untersuchte hier 1838 die Hochofengase. |                                           |       |
| Direkt Bild zu diesem Denkmal hochladen | Bergamtslokal           | Kasseler Straße 55                                                      | Wohnhaus der Betriebsbeamten | um 1850                                   |       |
| Gießereilokal                           | Gießereilokal           | Kasseler Straße 55                                                      | | 3. Viertel 19. Jahrhundert                |       |
| Direkt Bild zu diesem Denkmal hochladen | Rosenhaus               | Kasseler Straße 55                                                      | | 17. und erste Hälfte des 18. Jahrhunderts |       |
| Maschinenfabriklokal                    | Maschinenfabriklokal    | Kasseler Straße 55                                                      | Dampfmaschinen- und Kesselhaus | 1847/48                                   |       |

### Außerhalb der Gesamtanlage
| Bild                          | Bezeichnung                   | Lage                          | Beschreibung            | Bauzeit                | Daten |
| ----------------------------- | ----------------------------- | ----------------------------- | ----------------------- | ---------------------- | ----- |
| Straßenbrücke                 | Straßenbrücke                 | Lage                          |                         |                        |       |
| Straßenbrücke                 | Straßenbrücke                 | Lage                          |                         |                        |       |
| Bild gesucht BW               | Straßenbrücke                 | Lage                          |                         |                        |       |
| Säge- und Hobelwerk Oberweser | Säge- und Hobelwerk Oberweser | Karlshafener Straße 15 Lage   | (weitgehend abgebrannt) |                        |       |
| Wohnhaus                      | Wohnhaus                      | Karlshafener Straße 25 Lage   |                         | um 1930                |       |
| Mühle                         | Mühle                         | Obere Kasseler Straße 44 Lage |                         | frühes 18. Jahrhundert |       |
| Bild gesucht BW               | Forsthaus Ziegelhütte         | Bundesstraße 80 Lage          |                         | um 1930                |       |